# Masena spektrometrija
Masena spektrometrija je tehnika kojom se analiziraju molekuli na temelju njihove mase (i naboja).  Prvi korak pri analizi molekula je njihova jonizacija u jonizatoru. Nastali joni se provode kroz analizator, koji razdvaja jone u prostoru i/ili vremenu. Iz analizatora, joni idu na detektor gde proizvode električni signal koji se može registrovati na osciloskopu, printeru, računaru ili na nekom drugom uređaju.
Masena spektrometrija se koristi za:
- određivanje sastava nepoznatog uzorka (kvalitativna analiza)
- određivanje izotopskog sastava uzorka
- određivanje strukture molekula na bazi njihove fragmentacije
- određivanje molarne mase molekule
- određivanje količine određene materije u uzorku (kvantitativna analiza)
- određivanje fizičkih i hemijskih svojstava materije
- proučavanje ponašanja jona u vakuumu
- Sparkman, O. David (2000). Mass spectrometry desk reference. Pittsburgh: Global View Pub. ISBN 978-0-9660813-2-9.

## Istorija
Godine 1886, Eugen Goldštajn je uočio zrake u gasnim pražnjenjima pod niskim pritiskom koji su putovali daleko od anode i kroz kanale u perforiranoj katodi, suprotno smeru negativno naelektrisanih katodnih zraka (koji putuju od katode do anode). Goldštajn je ove pozitivno naelektrisane anodne zrake nazvao „Kanalstrahlen”; standardni prevod ovog termina na jezik je „kanalni zraci”. Vilhelm Vin je otkrio da snažna električna ili magnetna polja odbijaju kanalne zrake i 1899. godine je konstruisao uređaj sa normalnim električnim i magnetnim poljima koja razdvajaju pozitivne zrake prema njihovom odnosu naelektrisanja i mase (Q/m). Vin je otkrio da odnos naelektrisanja i mase zavisi od prirode gasa u cevi instrumenta. Engleski naučnik Džozef Džon Tomson je kasnije poboljšao Vinov instrument smanjujući pritisak, čime je kreirao maseni spektrograf.
Reč spektrograf je postala deo međunarodnog naučnog rečnika do 1884. Rani spektrometrijski uređaji koji su merili odnos mase i naelektrisanja jona nazvani su masenim spektrografima i sastojali su se od instrumenata koji su snimali spektar masenih vrednosti na fotografskoj ploči. Maseni spektroskop je sličan masenom spektrografu samo što je snop jona usmeren na fosforni ekran. Konfiguracija masenog spektroskopa korišćena je u ranim instrumentima kada je bilo poželjno da se efekti podešavanja brzo primete. Jednom kada je instrument pravilno podešen, umetnuta je i izložena fotografska ploča. Izraz maseni spektroskop nastavio se upotrebljavati iako je direktno osvetljavanje fosfornog ekrana zamenjeno indirektnim merenjima osciloskopom. Upotreba termina masena spektroskopija je u današnje vreme malo zastupljena zbog mogućnosti konfuzije sa svetlosnom spektroskopijom. Masena spektrometrija se često skraćuje kao mas-spek ili jednostavno kao MS.

## Jonizator
Jonizator je uređaj koji prevodi molekule u jone. Proces jonizacije obično uključuje dovođenje energije molekulu, pri čemu se izbacuje jedan ili više elektrona. Pri tom procesu može doći i do fragmentacije molekule u dva ili više fragmenata. Fragmentacija je često poželjna jer pojava fragmenata u spektru ukazuje na to od kakvih je delova sastavljen ispitivani molekul. Spajanjem pojedinih fragmenata može se dobiti struktura molekula. Najčešće se molekul fragmentira na različite načine, dok jedan deo ostane cio i u spektru daje signal s najvećom vrednosti mase. Taj jon se naziva molekulski jon i on pokazuje masu (molarnu masu) molekule.
Postoji više načina jonizacije, koji se razlikuju po količini energije koja se predaje molekulu. Metode koje predaju više energije, jače fragmentiraju molekul, pa se takve metode neće koristiti kod molekula koji se vrlo lako raspadaju ili u slučajevima kada je potreban signal molekulskog jona.

### Elektronska jonizacija
Elektronska jonizacija (EI) koristi snop brzih elektrona, kojima se bombarduju molekuli u gasnoj fazi. Elektronski snop se proizvodi pomoću filamenta (katode) zagrejanog na visoku temperaturu provođenjem struje kroz njega. Elektroni koji izađu iz filamenta, ubrzavaju se prema pozitivno nabijenoj anodi. Variranjem potencijala između katode i anode, možemo varirati i energiju elektrona, a time i efikasnost fragmentacije. Obično se koriste energije od oko 70 . Elektronska jonizacija obično jako fragmentira molekule analita.

### Jonizacija brzim atomima i jonima
Jonizacija brzim atomima (FAB - engl. Fast Atom Bombardment), i jonizacija brzim jonima (FIB - engl. Fast Ion Bombardment) koristi brze atome ili jone (4  -10 ) kojima se bombarduju molekule analita u datom mediju (tzv. matrici). Obično se koriste atomi/joni inertnih gasova (argon, ksenon). Kao matrica, koriste se: glicerol, tioglicerol, 3-nitrobenzilni alkohol, 18-kruna-6, nitrofenil-oktilni etar, sulfolan, dietilanolamin, trietanolamin. Ova jonizacija je blaža od elektronske jonizacije, pa je u spektru često vidljiv signal molekulskog jona.

### Hemijska jonizacija
Hemijska jonizacija (CI - engl. Chemical ionization) jonizuje molekulu posredno, pomoću neke druge materije. Uzorak (u gasovitom stanju) se pomeša sa nekim drugim gasom u velikom suvišku. Na dobijenu smešu se deluje brzim elektronima, slično kao kod elektronske jonizacije. Elektroni jonizuju gas u suvišku, dok dobijeni joni reagiraju sa molekulima analita pri čemu ih jonizuju. U ovoj metodi, kao medijum se koriste gasovi kao što su: metan, amonijak, i izobutan. Ova metoda proizvodi relativno malo fragmentacije i jasno vidljivi molekulski jon.

### Elektrosprej
Elektrosprej (ESI - engl. ElectroSpray Ionization) jonizacija jonizuje analit u obliku rastvora. Ova tehnika je posebno korisna u stvaranju jona iz makromolekula, jer prevladava sklonost tih molekula na fragmentiraju kada su jonizovani. Razvoj elektrosprej jonizacije za analizu bioloških makromolekula je bilo nagrađeno Nobelovom nagradom za hemiju, Džon Benet Fen 2002.

### 
(engl.  – matricom potpomognuta laserska desorpcija/jonizacija) je slabo invazivna metoda za jonizaciju molekula. Kao matrica se koriste rastvor određenih materija u smeši vode i organskog rastvarača. Analit je rastvoren u matrici. Na matricu se deluje laserom, najčešće azotnim laserom. Matrica štiti analit od lasera, a njezinim isparavanjem i jonizacijom, ona prenosi deo naboja na analit, jonizujući ga. MALDI tehnika je pogodna za jonizaciju biomolekula i velikih organskih molekula.

## Analizator
Analizator je uređaj koji razdvaja jone, nastale u jonizatoru po njihovoj masi i/ili naboju.

### Magnetski sektorski analizator
Magnetski sektorski analizator se sastoji od magneta, između čijih polova prolaze joni. Na ulasku i izlasku iz magnetskog sektora nalaze se dve pukotine koje ograničavaju snop jona koji ulaze, odnosno onih koji izlaze iz sektora kako ne bi smetali na detektoru.
Magnetsko polje deluje na naboj u kretanju Lorencovom silom:
{\displaystyle {\overrightarrow {F}}=q\cdot {\overrightarrow {v}}\times {\overrightarrow {B}}}
Zbog te sile, putanje jona u magnetskom polju su zakrivljene, i samo određeni joni mogu proći kroz izlaznu pukotinu i biti detektirani na detektoru. Pretraživanje po masama se provodi menjanjem jačine magnetskog polja (utiče se na radijuse zakrivljenosti putanje jona u magnetskom polju). Zbog toga je ova metoda spora, ali odlikuje se vrlo dobrim razlučivanjem.

### Električni sektor
Električni sektor je sličan magnetskom sektoru, samo što umjesto magnetskog polja upotrebljava električno polje, a pretraživanje se obavlja promenom napona na elektrodama. Ova metoda ima vrlo dobro razlučivanje, ali je spora, kao i kod magnetskog sektora.

### Kvadrupolni analizator
Kvadrupolni analizator se sastoji od četiri valjkaste paralelne elektrode. Joni se propuštaju između četiri elektrode. Na elektrode je priključen izvor naizmenične struje. Kroz analizator mogu proći samo određeni joni, a pretraživanje se provodi menjanjem frekvencije napona.

### Jon ciklotronska rezonancija
Jon ciklotronska rezonancija ili FTMS (engl. Fourier Transform Mass Spectrometry) predstavlja tehniku analize jona po masama.
Uređaj se sastoji od velikog magneta koji proizvodi homogeno magnetsko polje. Unutar magnetskog polja se nalazi niz elektroda. Joni koji uđu u komoru spektrometra, kreću se u kružnim putanjama unutar komore zbog magnetskog polja. Pomoću dve elektrode, koje su postavljene okomito na smer magnetskog polja, moguće je kontrolisati položaj jona unutar komore. Na druge dve elektrode, smještene paralelno magnetskom polju primeni se naizmenična struja određene frekvencije. To naizmenično električno polje deluje na sve jone u komori, uređujući njihove putanje. Nakon završetka delovanja naizmeničnim električnim poljem, posmatra se prolazak jona pored detektorskih elektroda, koje su takođe smeštene paralelno smjeru magnetskog polja.
Signal koji se dobija sa detektorskih elektroda, sadrži informaciju o svim jonima, bez obzira na njihovu masu. Na taj signal, potrebno je primeniti matematičku operaciju - Furijeovu transformaciju. Tom operacijom se dobiva se maseni spektar. Ova metoda je brza i ima veliko razlučivanje, ali je i jako skupa. S obzirom da je u ovakvom instrumentu moguće manipulirati jonima, moguće je sprovoditi različita istraživanja na njima.

### analizator
TOF analizator (engl. Time of flight) ubrzava jone iz jonizatora pomoću homogenog električnog polja. Lakši joni se jače ubrzavaju i prvi dolaze do detektora. Pretraživanje je ostvareno kašnjenjem težih jona iz analizatora. Zbog toga je ova metoda brza, ali ima manje razlučivanje od električnog ili magnetskog sektora.

### Jonska zamka
Jonska zamka je mala kutija s nekoliko elektroda na koje je doveden naizmenični napon i istosmerni napon. Jon, koji uđe u zamku oscilira u zamci kompleksnim putanjama, koje se kontrolišu elektrodama s istosmernim naponom. Ova metoda je brza i ima nisko razlučivanje.

## Literatura
- Tureček, František; McLafferty, Fred W. (1993). Interpretation of mass spectra. Sausalito, Calif: University Science Books. ISBN 978-0-935702-25-5.
- Hoffman, Edmond de; Stroobant, Vincent (2001). Mass Spectrometry: Principles and Applications (2nd изд.). John Wiley and Sons. ISBN 978-0-471-48566-7.
- Downard, Kevin (2004). Mass Spectrometry - A Foundation Course. Cambridge UK: Royal Society of Chemistry. ISBN 978-0-85404-609-6.
- Siuzdak, Gary (1996). Mass spectrometry for biotechnology. Boston: Academic Press. ISBN 978-0-12-647471-8.
- Dass, Chhabil (2001). Principles and practice of biological mass spectrometry. New York: John Wiley. ISBN 978-0-471-33053-0.
- Gross, Jnrgen H. (2006). Mass Spectrometry: A Textbook. Berlin: Springer-Verlag. ISBN 978-3-540-40739-3.
- Muzikar, P.;  . (2003). „Accelerator Mass Spectrometry in Geologic Research”. Geological Society of America Bulletin. 115: 643—654. doi:10.1130/0016-7606(2003)115<0643:AMSIGR>2.0.CO;2.
- O. David Sparkman (2006). Mass Spectrometry Desk Reference. Pittsburgh: Global View Pub. ISBN 978-0-9660813-9-8.
- Tuniz, C. (1998). Accelerator mass spectrometry: ultrasensitive analysis for global science. Boca Raton: CRC Press. ISBN 978-0-8493-4538-8.
- Kandiah M, Urban PL (jun 2013). „Advances in ultrasensitive mass spectrometry of organic molecules”. Chemical Society Reviews. 42 (12): 5299—322. PMID 23471277. doi:10.1039/c3cs35389c.